# Europeiska unionens cybersäkerhetsbyrå
Europeiska unionens cybersäkerhetsbyrå, tidigare Europeiska unionens byrå för nät- och informationssäkerhet (engelska: European Union Agency for Network and Information Security, Enisa) och innan dess Europeiska byrån för nät- och informationssäkerhet, inrättades 2004 med säte i Heraklion i Grekland. Byrån är en av Europeiska unionens byråer och inrättades först fram till och med den 13 september 2013. 2013 förnyades byråns mandat samtidigt som ett nytt regelverk och namn för byrån antogs. Ytterligare förändringar skedde 2019, då namnet ändrades åter igen. Byrån är ett expert- och kompetenscentrum för informationssäkerhetsfrågor och ska öka gemenskapens och medlemsstaternas, och därigenom även näringslivets, förmåga att förebygga, åtgärda och lösa problem som rör nät- och informationssäkerhet.
Byråns arbete bygger på insatser som Europeiska unionens medlemsstater har gjort och insatser som har gjorts på EU-nivå. Byrån ska ger råd till Europaparlamentet och Europeiska kommissionen. Sammanfattningsvis är byråns arbetsuppgifter bland annat att:
- analysera framväxande risker, framför allt på europeisk nivå,
- bidra till större medvetenhet om nät- och informationssäkerhet,
- förbättra samarbetet mellan och inom till exempel näringslivet, forskare, leverantörer och användare av produkter och tjänster inom informationssäkerhetsområdet,
- möjliggöra samarbete om utveckling av metoder för att förebygga och hantera informationssäkerhetsproblem samt
- att bidra till det internationella samarbetet utanför EU.